# Reetta Hurske
Reetta Hurske (Ikaalinen, 15 de mayo de 1995) es una atleta finlandesa especializada en el salto de vallas, en las modalidades de 60 y 100 metros.

## Carrera deportiva

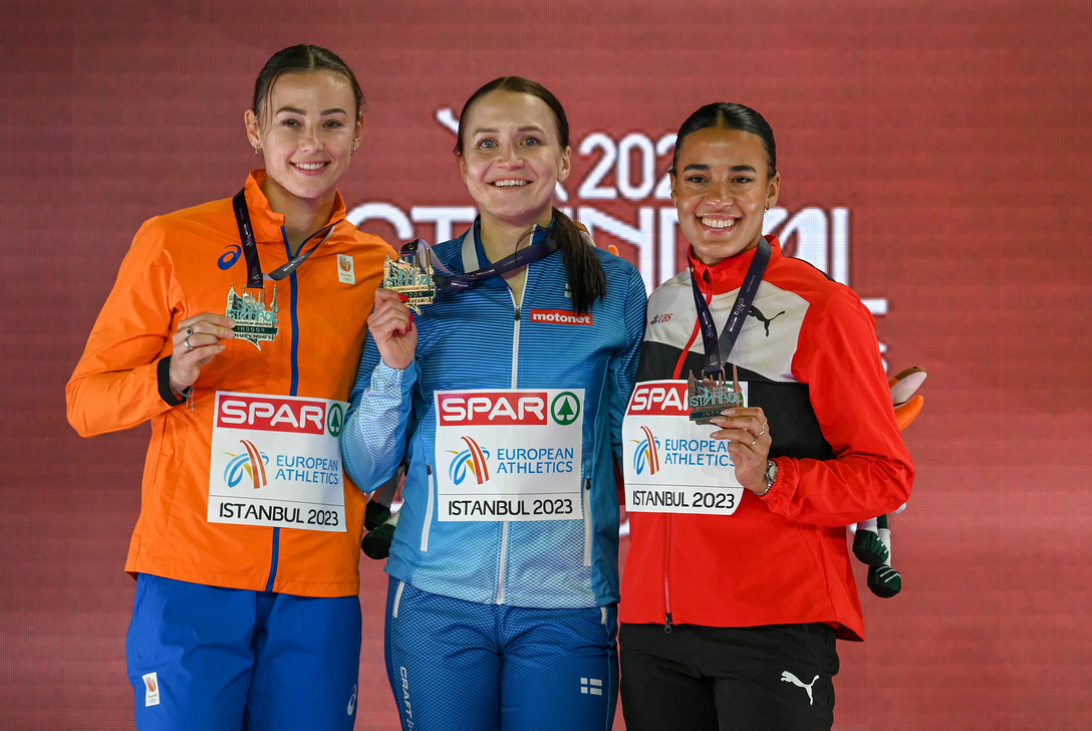
Reetta en el podio del Campeonato Europeo de Atletismo en Pista Cubierta de 2023.

Comenzó su andadura en competiciones internacionales con Finlandia en 2011, siendo su primera participación en el Festival Olímpico de la Juventud Europea, que se celebró ese año en la ciudad turca de Trebisonda, donde acabó siendo séptima en la carrera de 100 metros vallas con un tiempo de 13,85 segundos.
Su desarrollo deportivo continuó en 2013, en cuya temporada participó en el Campeonato Europeo de Atletismo Sub-20, en la que compitió en tres eventos del máximo nivel. Celebrada en Rieti (Italia), Hurske corrió los 100 metros vallas, mejorando, en comparación con 2011, sus tiempos (tanto de marca como posición), acabando quinta con 13,53 segundos. A estos se les sumaría la prueba de 4x100 relevos, en el que el equipo finlandés terminó séptimo, con 47,18 segundos de marca, así como el salto de longitud, donde la atleta llegó a estirar 5,88 metros, cayendo en la ronda clasificatoria, siendo vigesimosegunda.
Para 2014, recuperaba buenas sensaciones en el Campeonato Mundial Júnior de Atletismo, logrando un séptimo lugar en la cita de Eugene (Oregón, Estados Unidos), tras marcar un tiempo de 13,69 segundos. Al año siguiente, en la cita del Viejo Continente del Campeonato Europeo de Atletismo Sub-23, celebrado en la capitán de Estonia, no pasó de la semifinal, corriendo en la primera de las tandas, acabando octava tras no mejorar su marca de 13,66 segundos.
En 2016 repetiría mismas sensaciones, ahora en el Campeonato Europeo de Atletismo de Ámsterdam, donde volvería a pasar la primera ronda para quedar en la cola de la primera semifinal, pese a mejorar su tiempo pasado a 13,40 segundos.
En 2017 viajó a Belgrado (Serbia), con la intención de competir en el Campeonato Europeo de Atletismo en Pista Cubierta, en la modalidad de 60 metros vallas; no obstante, una mala salida acabó descalificándola de la carrera. Posteriormente, en el Campeonato de Europa de Atletismo Sub-23 en Bydgoszcz (Polonia), en la categoría de 100 metros vallas, donde consiguió pasar a la final y alcanzar la quinta plaza con un tiempo de 13,32 segundos. En el mismo año compitió en la Universiada de Taipéi en las modalidades de 100 metros vallas, donde volvió a caer en semifinales, tras no superar los 13,67 segundos de marca.
En 2018 participó en los 60 metros vallas del Campeonato Mundial de Atletismo en Pista Cubierta, en Birmingham (Reino Unido), cayendo en la tercera carrera de las semifinales, donde acabó séptima (fuera de los puestos de clasificación directa), con tiempo de 8,20 segundos. Pese a que reduciría aún más su marca hasta los 13,20 segundos en la semifinal del Campeonato Europeo de Atletismo de Berlín, esto no fue suficiente para pasar a la deseada final, tras quedar séptima.
Para 2019 se desplazó hasta Glasgow para participar en el Campeonato Europeo de Atletismo en Pista Cubierta, ahora en 60 metros vallas, donde logró un tiempo de 8,02 segundos, resultado que la dejó a las puertas del podio en la final. Posteriormente viajó a Nápoles para su segunda Universiada en los 100 metros vallas, consiguiendo su primera medalla de plata, con 13,02 segundos. En octubre, en el Campeonato Mundial de Atletismo de Doha (Catar), pasó la ronda clasificatoria, tras ser tercera en la cuarta serie, con una marca de 12,78 segundos; ya en la semifinal, corrió en la tercera tanda, quedando quinta en la misma (fuera de la final), con 13,24 segundos (vigesimoprimera en la general).
En 2021 competiría en sus primeros Juegos Olímpicos, postergados a consecuencia de la pandemia de coronavirus. En julio viajó a Tokio con el resto de la representación nacional para competir en los 100 m vallas. Corrió en la modalidad de atletismo, en 100 metros vallas, el 31 de julio, superando la ronda clasificatoria tras correr en la serie 1, en la que quedó sexta, con un tiempo de 13,10 segundos.

## Resultados por competición

### Por temporada
| Representando a Finlandia | Representando a Finlandia                         | Representando a Finlandia | Representando a Finlandia | Representando a Finlandia | Representando a Finlandia |
| ------------------------- | ------------------------------------------------- | ------------------------- | ------------------------- | ------------------------- | ------------------------- |
| Año                       | Competición                                       | Lugar                     | Modalidad                 | Puesto                    | Marca                     |
| 2011                      | Festival Olímpico de la Juventud Europea          | Trebisonda                | 100 m vallas              | 7.ª                       | 13,85 s.                  |
| 2013                      | Campeonato Europeo de Atletismo Sub-20            | Rieti                     | 100 m vallas              | 5.ª                       | 13,53 s.                  |
| 2013                      | Campeonato Europeo de Atletismo Sub-20            | Rieti                     | 4 x 100 metros relevos    | 7.ª                       | 47,18 s.                  |
| 2013                      | Campeonato Europeo de Atletismo Sub-20            | Rieti                     | Salto de longitud         | 22 (H)                    | 5,88 m.                   |
| 2014                      | Campeonato Mundial Júnior de Atletismo            | Eugene                    | 100 m vallas              | 7.ª                       | 13,69 s.                  |
| 2015                      | Campeonato Europeo de Atletismo Sub-23            | Tallin                    | 100 m vallas              | 8.ª (SF1)                 | 13,66 s.                  |
| 2016                      | Campeonato Europeo de Atletismo                   | Ámsterdam                 | 100 m vallas              | 8.ª (SF1)                 | 13,40 s.                  |
| 2017                      | Campeonato Europeo de Atletismo en Pista Cubierta | Belgrado                  | 60 m vallas               | -                         | DQ                        |
| 2017                      | Campeonato Europeo de Atletismo Sub-23            | Bydgoszcz                 | 100 m vallas              | 5.ª                       | 13,32 s.                  |
| 2017                      | Universiada                                       | Taipéi                    | 100 m vallas              | 4.ª (SF1)                 | 13,67 s.                  |
| 2018                      | Campeonato Mundial de Atletismo en Pista Cubierta | Birmingham                | 60 m vallas               | 7.ª (SF3)                 | 8,20 s.                   |
| 2018                      | Campeonato Europeo de Atletismo                   | Berlín                    | 100 m vallas              | 7.ª (SF2)                 | 13,20 s.                  |
| 2019                      | Campeonato Europeo de Atletismo en Pista Cubierta | Glasgow                   | 60 m vallas               | 4.ª                       | 8,02 s.                   |
| 2019                      | Universiada                                       | Nápoles                   | 100 m vallas              | 2.ª                       | 13,02 s.                  |
| 2019                      | Campeonato Mundial de Atletismo                   | Doha                      | 100 m vallas              | 5.ª (SF3)                 | 13,24 s.                  |
| 2021                      | Juegos Olímpicos                                  | Tokio                     | 100 m vallas              | 6.ª (H1)                  | 13,10 s.                  |
| 2022                      | Campeonato Mundial de Atletismo                   | Eugene                    | 100 m vallas              | 8.ª (SF3)                 | 13,15 s.                  |
| 2022                      | Campeonato Europeo de Atletismo                   | Múnich                    | 100 m vallas              | 3.ª (SF3)                 | 12,95 s.                  |

### Mejores marcas
| Disciplina                        | Marca    | Lugar        | Fecha                 |
| --------------------------------- | -------- | ------------ | --------------------- |
| 60 metros lisos (pista cubierta)  | 7,74 s.  | Tampere      | 2 de febrero de 2015  |
| 100 metros lisos (exterior)       | 12,10 s. | Kauhava      | 5 de agosto de 2017   |
| 200 metros lisos (exterior)       | 25,07 s. | Lappeenranta | 7 de agosto de 2016   |
| 60 metros vallas (pista cubierta) | 7,97 s.  | Kuopio       | 17 de febrero de 2019 |
| 100 metros vallas (exterior)      | 12,78 s. | Joensuu      | 24 de julio de 2019   |
| 4 x 100 metros relevos            | 45,64 s. | Espoo        | 17 de agosto de 2013  |